# Cresta Run
La Cresta Run è un impianto sportivo per la pratica dello skeleton situato nella frazione di Cresta, nel comune di Celerina, nel Cantone dei Grigioni, in Svizzera.
Situato tra Sankt Moritz e il comune di Celerina e adiacente all'altra pista Olympia Bobrun St. Moritz–Celerina, il tracciato venne costruito nell'inverno 1884-1885 ed è lungo 1212,5 metri (circa tre quarti di miglio).
La pista è una delle poche al mondo riservata esclusivamente alle discese con lo skeleton.

## Storia
Nella seconda metà del XIX secolo, la zona di St. Moritz era una rinomata località termale della Svizzera, frequentata dalle famiglie nobili e dell'alta borghesia solo nella stagione calda, da maggio a settembre. Negli anni 1870, l'albergatore Caspar Badrutt, scontento di non avere clienti per due terzi dell'anno, fece una scommessa con alcuni affezionati clienti inglesi, ben inseriti nella società britannica: avrebbe offerto gratuitamente l'ospitalità per un lungo soggiorno invernale, se avessero trovato il locale inospitale e poco interessante; altrimenti, se avesse ottenuto la loro soddisfazione, gli ospiti avrebbero dovuto parlare della piacevole esperienza tra i loro conoscenti per tutto l'anno successivo. Così, per vincere la noia, gli ospiti dell'hotel Kulm di St. Moritz iniziarono a praticare diverse attività sportive, tra cui divenne molto popolare la discesa con le slitte lungo le strade e vicoli tortuosi della città. Inizialmente si utilizzarono slitte grezze, che vennero man mano adattate e perfezionate per consentire una maggiore velocità e manovrabilità: nacquero così il bob e lo slittino.

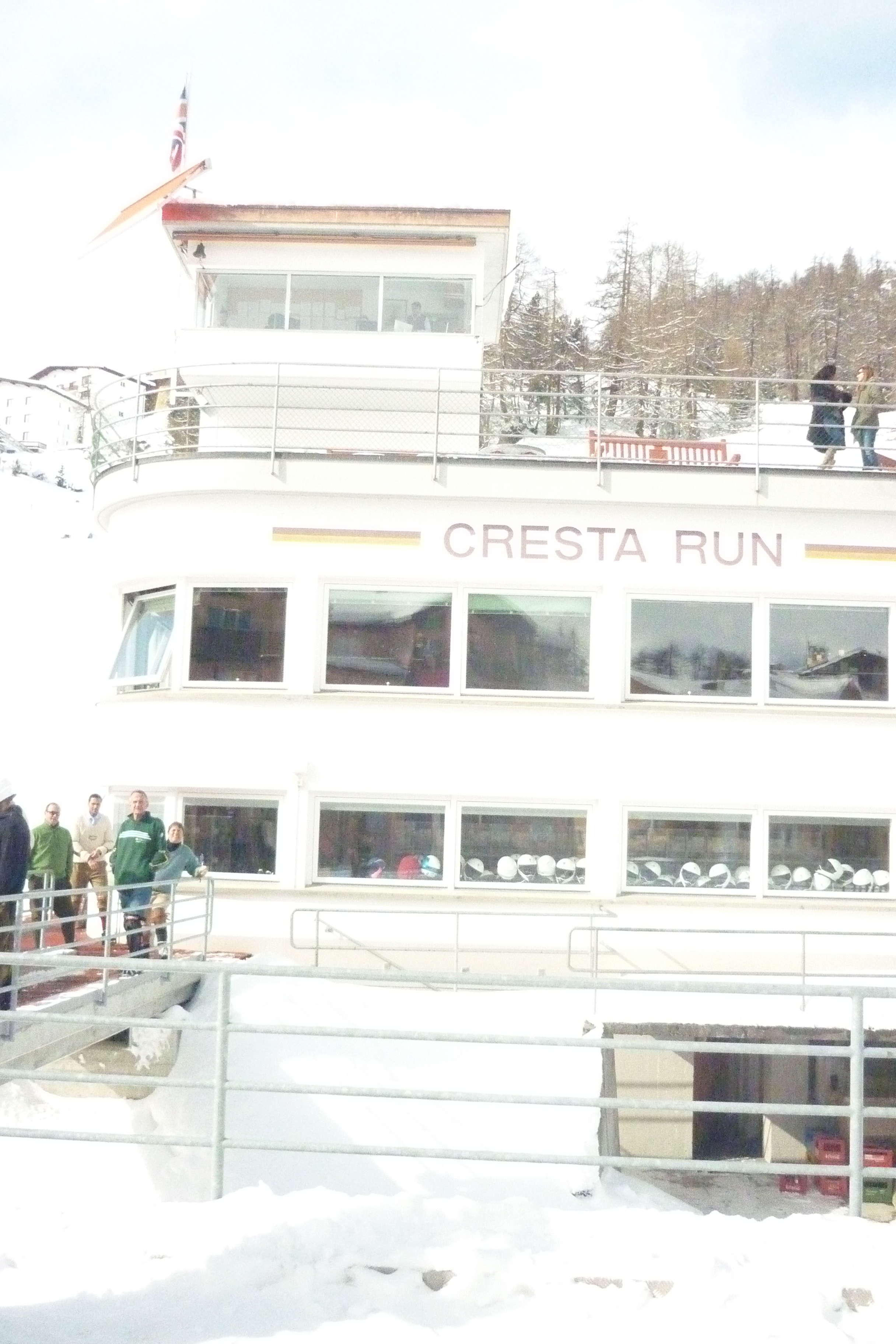
Il caseggiato di partenza della Cresta Run

In seguito gli inglesi inventarono anche la discesa con l'innovativa tecnica prona (faccia in avanti e a testa in giù). La popolazione locale iniziò però a lamentarsi, poiché queste discese spericolate mettevano spesso a rischio l'incolumità sia dei passanti sia dei praticanti stessi, causando numerosi incidenti. Caspar Badrutt decise allora di costruire la prima pista di ghiaccio naturale per i suoi ospiti, con l'aiuto del "Comitato dei divertimenti all'esterno", composto dal maggiore William Henry Bulpett, George Robertson, Charles Digby Jones, C. Metcalfe e J. Biddulph. L'intento fu anche quello di realizzare una pista degna dell'International Toboggan Race organizzata a Davos.
Dopo nove settimane di lavori, la prima Cresta Run fu terminata nel gennaio 1885, utilizzando i contorni naturali della valle e argini di terra quale struttura su cui accatastare la neve e il ghiaccio.
Nel 1887 venne fondato il St. Moritz Tobogganing Club.
Il primo discesista ad adottare la posizione prona fu il signor Cornish durante il Grand National del 1887: terminò al quattordicesimo posto dopo tre goffe discese, ma inventò uno stile di tendenza e dal 1890 tutti i concorrenti del Grand National scesero in quel modo. Nel 1892, L. P. Child creò la prima slitta da skeleton, chiamata "America", poi perfezionata nel 1902 da Arden Bott.
J.M. Baguley fu l'ultima donna a partecipare ad una gara sulla Cresta il 13 gennaio 1925; le skeletoniste continuarono a frequentare la pista anche dopo quella data, ma furono bandite dalla guida il 6 gennaio 1929.

## Descrizione
Il tracciato è situato sulle rovine di una chiesa del XII secolo, demolita nel 1890 e conosciuta come "torre pendente". La discesa ha un dislivello di 157 metri e una pendenza variabile tra il 2,8% e l'8,7%.

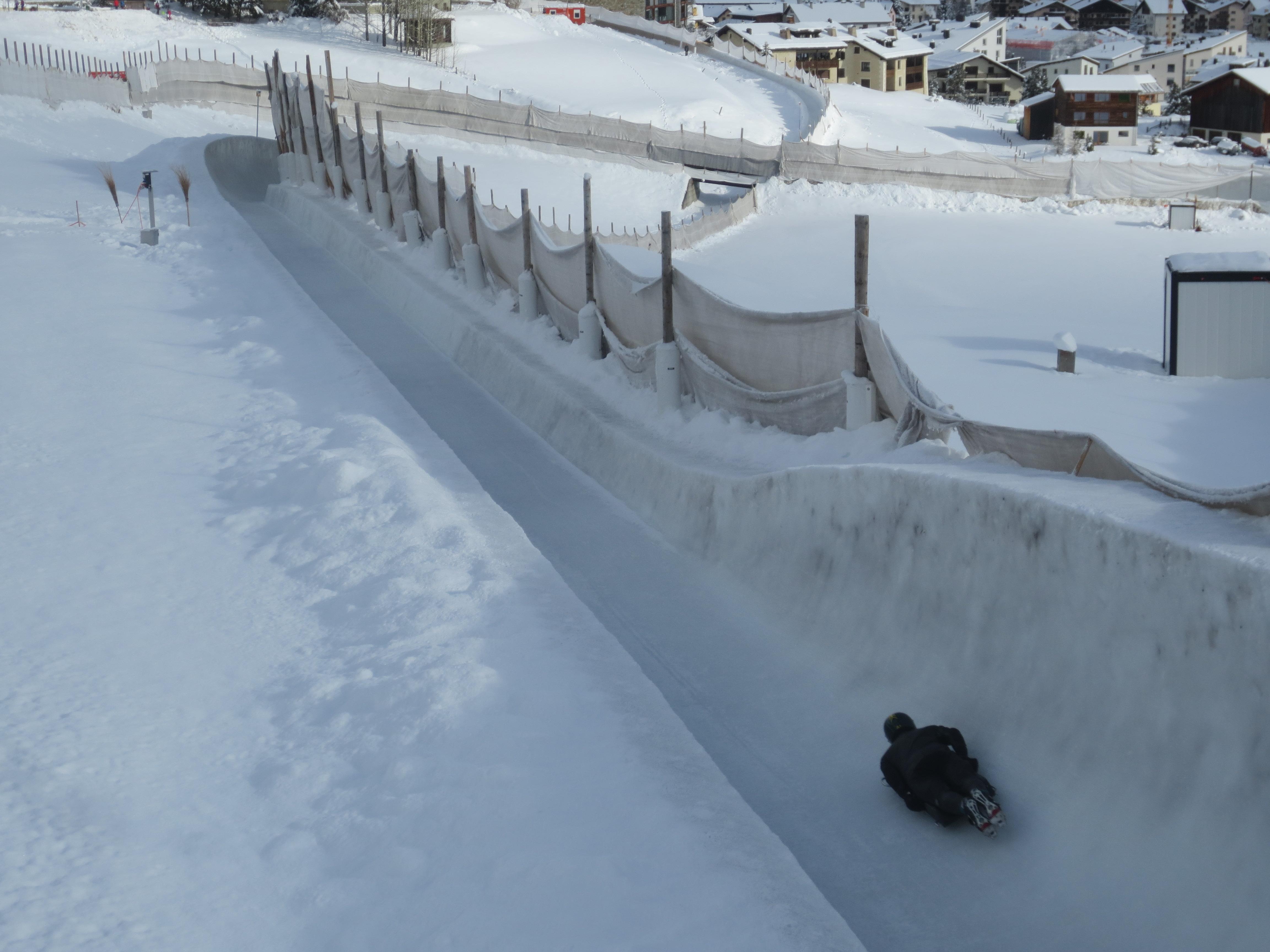
Un atleta durante una discesa nel 2015

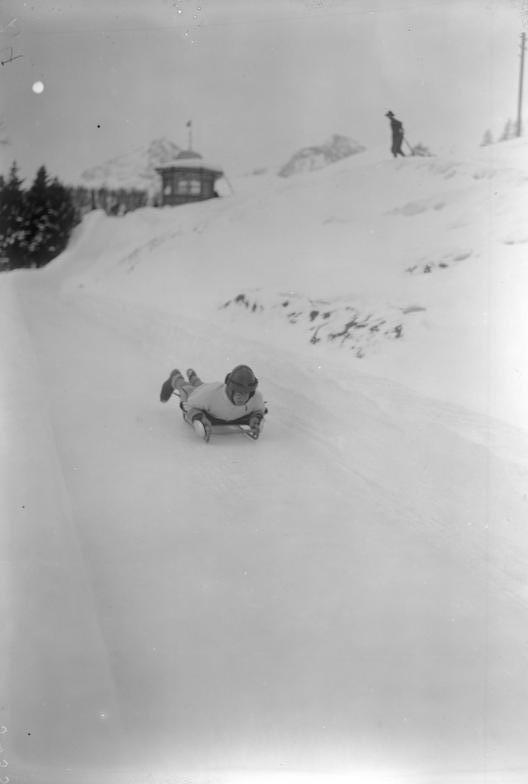
Skeletonista in gara durante i Giochi olimpici di

La pista modena della Cresta Run è riservata esclusivamente allo skeleton , mentre in origine era condivisa anche con il bob. La maggior parte del tracciato si trova all'interno di una gola ripida e viene creata di nuovo ogni inverno, utilizzando la parete rocciosa e un argine di terra come muretto di rinforzo per la neve ghiacciata. La pista è di proprietà e gestita dal St. Moritz Tobogganing Club (SMTC), associazione maschile creata nel 1885 da ufficiali militari britannici.
Dagli anni 1920 al dicembre 2018 le donne sono sempre state escluse dall'uso della pista, per le ferite riportate in passato dalle skeletoniste e per la convinzione, mai provata, che l'eccessiva pratica di tale sport (che avviene in posizione prona, cioè con il petto appoggiato sulla slitta) potesse causare il cancro al seno. Il divieto entrò in vigore ufficialmente nel 1929, anche se le donne erano state bandite dalle competizioni diversi anni prima. Alla fine del 2018, i soci del St. Moritz Tobogganing Club votarono con una maggioranza di due terzi per consentire alle donne di ritornare a scendere sulla Cresta Run e diventare socie del club.
La pista dispone di due partenze, chiamate rispettivamente "superiore" e "incrocio", e due parti, o argini, noti come "superiore" e "inferiore" (o "di fondo"). L'ingresso dell'"incrocio" è adiacente alla sede del SMTC, a circa un terzo del percorso di discesa partendo dall'alto. Allo stesso modo, la fine della pista è chiamata "arrivo", dove in media si giunge ad una velocità di 50 miglia all'ora, mentre un pilota esperto che si lancia dalla partenza superiore può arrivare anche a più di 80 miglia all'ora.
La pista ha ospitato le gare olimpiche dello skeleton nelle edizioni del 1928 e del 1948: queste furono le uniche gare olimpiche di tale sport fino ai Giochi di Salt Lake City (2002).